# По следам монстра-сельдерея
«По следа́м мо́нстра-сельдере́я» (англ. Stalk of the Celery или англ. Stalk of the Celery Monster) — один из первых мультипликационных фильмов, снятых американским режиссёром Тимом Бёртоном во время учёбы в Калифорнийском институте искусств. Мультфильм снят на восьмимиллиметровую плёнку и полностью нарисован карандашами. Длительное время считался утраченным. Уцелевшая копия фильма, записанная на тридцатипятимиллиметровой плёнке, находится в библиотеке Конгресса США. Фрагменты мультфильма впервые демонстрировались на телевидении в 2006 году в Испании.
Друзья Тим Бёртон и Бретт Томпсон были приняты на работу в компанию Уолта Диснея благодаря тому, что мультфильм увидели боссы студии Диснея. В отличие от других студентов Калифорнийского института искусств, которые использовали свои учебные работы, чтобы показать будущим работодателям технику анимации, Бёртон в своей работе создал историю с комплексом взаимоотношений между персонажами.
Создан под впечатлением немецкого экспрессионизма, в частности фильма «Кабинет доктора Калигари».

## Сюжет
Фрагменты, показанные по испанскому телевидению, демонстрируют бесчеловечные эксперименты кровожадного дантиста Максвелла Пейна и его впечатлительного помощника над пациентами. Пейн пытает женщину, затем подзывает монстра, который издает ужасный рык. Затем женщина уходит, а Максвелл идет в коридор, выискивая новую жертву. Он останавливает свой взгляд на другой женщине, и та начинает истошно кричать.
В конце фильма содержится твист, что происходящее является плодом вображения женщины, которая находится на приеме настоящего дантиста.
Сцены, происходящие в приёмной доктора, выполнены в цвете, а сцены внутри кабинета предстают в повторяющемся во многих фильмах Бёртона («Винсент», «Франкенвини», «Эд Вуд» и т. п.) чёрно-белом решении, свойственном немецким киноэкспрессионистам.
Персонажи фильма говорят с выдуманным Бёртоном акцентом, перемежая английские слова с нарочно нечленораздельной речью.
Имя главного героя Максвелл Пейн (англ. Maxwell Payne) — омофон от английского «pain» — боль. Герой носит перчатки, что является символом нежелания иметь контакты с другими людьми и в дальнейшем проявлялось в других фильмах режиссёра: «Эдвард Руки-ножницы», «Чарли и шоколадная фабрика», «Кошмар перед Рождеством». Образ доктора подобен доктору Франкенштейну.
Некоторые стилистические приемы мультфильма, стали характерной творческой особенностью Тима Бёртона. Среди них — наличие главного героя с целеустремлеными, но непонятными действиями, тема безумного учёного.